# 劉凱濤
劉凱濤（Lau Hoi To，1991年8月29日—），生於香港，香港籃球運動員，司職中鋒，曾效力香港甲一籃球聯賽球隊永倫。

## 籃球生涯
劉凱濤生於香港，於中學就讀體育名校拔萃男書院，到2008年便加盟甲一球隊福建，以16歲之齡成為當季甲一聯賽最年輕的球員，2014年4月14日，劉凱濤於對勁旅永倫的聯賽，在賽事最後2.2秒先以假動作避過永倫球員的封阻，再射入2分協助福建以85–83絕殺對手。2015年8月，劉凱濤轉投全港首支職業籃球隊東方，圓職業籃球員夢，直到2016年9月離隊回歸福建。

## 國際賽生涯
2014年11月，劉凱濤代表香港籃球代表隊出戰亞洲大學男子籃球錦標賽，並協助香港爆冷在亞洲大學運動會兩度擊敗南韓國家隊，歷史性奪得亞洲大學生籃球錦標賽季軍，亦是香港首奪亞洲大學生籃球錦標賽季軍的功臣。2017年11月，他獲香港代表隊徵召出戰世界盃亞洲區外圍賽，成為歷史上香港首批參與世界盃的球員，並分別隨於主場和作客迎戰勁旅中國，韓國以及紐西蘭國家隊，結果香港首輪大敗予中國和新西蘭。

## 外部連結
- 劉凱濤在archive.fiba.com（archived）（英语）
- 劉凱濤在Eurobasket.com（球員）（英语）
- 劉凱濤在RealGM（英语）